# Vojčice
Vojčice este o comună slovacă, aflată în districtul Trebišov din regiunea Košice. Localitatea se află la altitudinea de 111 m deasupra n.m., se întinde pe o suprafață de 17,9 km2 și în 2017 număra 2.200 de locuitori.

## Istoric
Localitatea Vojčice este atestată documentar din 1217.

## Demografie
| An:                | 1994 | 2004   | 2014   | 2024   |
| ------------------ | ---- | ------ | ------ | ------ |
| Număr de persoane: | 1931 | 2074   | 2167   | 2253   |
| Diferență:         |      | +7,40% | +4,48% | +3,96% |

| An:                | 2023 | 2024   |
| ------------------ | ---- | ------ |
| Număr de persoane: | 2264 | 2253   |
| Diferență:         |      | −0,48% |